# Тоёсато
Тоёсато (яп. 豊郷町 Тоёсато-тё:) — посёлок в Японии, находящийся в уезде Инуками префектуры Сига. Площадь посёлка составляет 7,82 км², население — 7535 человек (1 июля 2014), плотность населения — 963,55 чел./км².

## Географическое положение
Посёлок расположен на острове Хонсю в префектуре Сига региона Кинки. С ним граничат город Хиконе и посёлки Айсё, Кора.

## Население
Население посёлка составляет 7535 человек (1 июля 2014), а плотность — 963,55 чел./км². Изменение численности населения с 1980 по 2005 годы:
| 1980 | 7194 чел. |  |
| 1985 | 7414 чел. |  |
| 1990 | 7396 чел. |  |
| 1995 | 7222 чел. |  |
| 2000 | 7132 чел. |  |
| 2005 | 7418 чел. |  |

## Символика
Деревом посёлка считается Quercus phillyraeoides, цветком — рододендрон.